# Кобашка Капетанија
Кобашка Капетанија била је адинистративна јединица у Босанском пашалуку на подручју мањих дијелова Бањалучког и Јајачког кадилука, заснована у Кобашу, на десној обали Саве. За вријеме аустроугарске владавине (1718–1739) сједиште јој је било у Которграду (насеље Котор данашњег Котор Вароша).
Ова капетанија основана је послије Карловачког мира, прије 1716. Послије 1718. године, Кобаш је био у посједу Хабзбуршке монархије, a капетанија никада није мијенала назив, без обзира на дислокацију сједишта. Основана је вјероватно прије почетка рата 1716. када су аустријске снаге често упадале преко Саве у Лијевче поље и Посавину. 
Аустријско-турски рат је трајао од 1716. до 1718., а Кобаш се први пута помине 1723/24. године (у списима, 1136. по Хиџри ). Капетанија је имала два утверђена града: Кобаш (без куле) и Котор (са кулом и тамницом), у којима је имала диздарe.